# Archeologia forense
L'archeologia forense è un settore della disciplina archeologica che ne utilizza teorie, metodologie e tecniche in funzione forense e medico-legale, prevalentemente in un orizzonte cronologico contemporaneo ed in particolare nell'analisi della scena di un crimine, per l'osservazione, l'analisi e l'interpretazione delle stratigrafie, dei contesti e delle tracce materiali; la classificazione dei reperti e l'identificazione della loro epoca, funzione e provenienza; la ricostruzione della disposizione spaziale di persone o cose nello spazio e nel tempo, della dinamica e della sequenza temporale delle azioni antropiche e naturali avvenute.